# Маринд-Аним
Маринд-аним (самоназвания: «маринд-аним», «кая-кая», «тугери») — папуасский народ, обитающий в Индонезии. Основной ареал расселения — провинция Ириан-Джая, побережье Арафурского моря и внутренняя часть острова до верхнего течения рек Булак, Эли, Биан, Кумбе, Маро. Численность около 15 тыс. человек.

## Язык
Маринд-аним говорят на мариндских языках трансновогвинейской филы.

## Религия
Представители маринд-аним по большей части являются католиками, до принятия христианства в XX веке была сильно развита собственная мифология и традиционные верования, ныне практически исчезнувшие. Был распространён культ предков, тотемизм и магия.

## Основные занятия
В основном маринд-аним занимаются земледелием (кокосовые пальмы, ямс, таро, бананы, сахарный тростник), разведением свиней и собак, рыболовством и охотой. Для охоты используют традиционное оружие: копья, копьеметалки, деревянные мечи, петли из ротанга, бамбуковые ножи и дубинки с каменными наконечниками. Также используют лодки-долблёнки, сооружают силки и ловушки. Среди этого народа широко распространены такие ремёсла как плетение, резьба по дереву и изготовление тапы.

## Социальный строй и поселения
Общество делится на 5 экзогамных патрилинейных фратрий. Каждая фратрия включает в себя несколько тотемических кланов (boan). Деревнями управляют самые старшие и опытные мужчины. Преобладает моногамия, но также встречается и полигамия. У маринд-аним по сей день сильно развита система возрастных классов и инициаций. Планировка поселений прибрежной зоны, как правило, линейная. Во внутренних районах преобладает кучевая планировка. В каждом поселении имеется мужской дом (otiv), рядом с которым располагаются несколько длинных жилых домов (sawa). Хижины для беременных и больных женщин и дома для юношей (gotad) располагаются обособленно от деревни. Все дома — прямоугольные или квадратные, каркасно-столбовой конструкции, обшитые расщеплённым бамбуком или прожилками листьев саговой пальмы с крышами из листьев кокосовой пальмы.

## Традиции
Традиционная одежда у мужчин — фаллокрипт, у женщин — передник и тапа чёрного цвета, пропущенная между ногами и закреплённая на поясе. Носят косы и украшения, указывающие на принадлежность к определённому классу. Мужчины употребляют бетель и каву.

### Охота за головами
Важное место в дохристианском обществе маринд-аним занимала традиция охоты за головами. Молодые мужчины, достигшие возраста "эвати" (ewati) собирались в группы и устраивали набеги на представителей других народов. Как правило, они брали пленников только в небольших прибрежных поселениях, которые не могли оказать им серьёзное сопротивление. Существуют записи о том, что пленникам ломали ноги, чтобы они не могли сбежать, а убивали их только во время обрядовых пиршеств, которые проводились по возвращении очередных участников набега. В своих ритуалах, а также в боевых целях маринд-аним использовали специально изготовленные "барату" (baratu) -  дубины с закреплёнными верёвкой каменными дисками наверху. В целом, на самом деле, не известно ничего, кроме того, что они являлись церемониальными орудиями и их использование было связано с охотой за головами.  У маринд-аним также была распространена традиция "принятия" пленников. Ими всегда были дети раннего возраста и к ним, как известно, хорошо относились и воспитывали их как членов племени.